# Yony Leyser
Jonathan „Yony“ Leyser (* 1985 in DeKalb, Illinois) ist ein US-amerikanischer, in Berlin lebender Filmregisseur.

## Leben
Leyser wurde als Sohn von Yona Leyser (Professor an der Northern Illinois University) und Ayala Leyser (Psychologin am Elgin Mental Health Center) geboren. Seine Eltern nannten ihn sowohl bei seinem Vornamen als auch bei seinem hebräischen Namen Yony. Diesen nutzte er später als Künstlernamen.
Er ging in Chicago an der Kunstakademie zur Sekundarschule und nahm an vielen Theaterklassen teil. Zudem wirkte er an verschiedenen Theaterproduktionen mit. Als Teenager spielte er im Stück Hotel On Marvins Gardens von Nagle Jackson an der Seite von Cecily Strong.
Er studierte Film und Journalismus an der New School in New York City. Während seiner Studienzeit verbrachte er ein halbes Jahr in Lawrence, wo er als Musikjournalist für The Kansan und als Reporter für das Magazin Vice arbeitete.
Leyser organisierte eine Nachstellung der National Demokratischen Versammlung aus dem Jahr 1968. Er spielte die Rolle des Beat-Dichters Allen Ginsberg, welcher einen Hahn zum Präsidenten und ein Huhn als Vizepräsident nominierte. 2007 begann er die Dreharbeiten zu seinem ersten Dokumentarfilm über William S. Burroughs „A Man Within“ an, die er 2008 abschloss. 2014 wirkte er als Protagonist in dem Dokumentarfilm Wie ich lernte, die Zahlen zu lieben von Oliver Sechting und Max Taubert.
Neben seinen Spielfilmen hat Leyser auch eine Reihe von Theaterproduktionen geschrieben und inszeniert. Darunter W(a)rm Holes, das am Maxim-Gorki-Theater in Berlin gezeigt wurde.
Leyser hat das gleichnamige Buch zu seinem 2017 erschienenen Film Queercore: How to Punk a Revolution (ISBN 978-1-62963-820-1) mitgeschrieben, das 2021 bei PM Press erscheint.
Im Wintersemester 2017/2018 unterrichtete Leyser an der Hochschule für Gestaltung in Offenbach.
Leyser zog 2010 nach Berlin. Er definiert sich selbst als homosexuell und sieht seine Arbeit als eine Form des queeren Aktivismus. Im November 2023 wurde er Mitglied der Deutschen Filmakademie.

## Filmografie und Werke
- 2010: William S. Burroughs: A Man Within[5]
- 2015: Desire Will Set You Free[6]
- 2017: Queercore: How to Punk a Revolution[7]
- 2022: Drag Me to the USA (doku)[8]